# Adélia de Champanhe
Adélia de Champanhe ou Alice de Blois (em francês: Adèle ou Alix; Blois, ca. 1140 — Paris, 4 ou 13 de junho de 1206), foi rainha consorte de França como a terceira esposa de Luís VII de França. Era filha de Teobaldo II de Champanhe também conhecido como Teobaldo IV de Blois, e de Matilde de Caríntia.

## Biografia
A 4 de outubro de 1160 a rainha Constança de Castela morreu ao dar à luz sua segunda filha com Luís VII de França, Adélia (também chamada de Adelaide ou Alice). O rei viúvo, desesperado por ainda não ter um sucessor varão, fez uma aliança com os condes da Flandres e de Champanhe ao casar, a 13 de Novembro, com Adélia de Champanhe. Deste casamento nasceram:
- Filipe II de França (1165-1223), ou Dieudonné (dádiva de Deus), sucessor de Luís VII no trono da França;
- Inês da França (1171-1240), casada em 1180 com Aleixo II Comneno, imperador de Constantinopla, em 1183 com o seu sucessor, Andrónico I Comneno, e a ca. 1204 com Teodoro Branas, senhor de Andrinópolis.

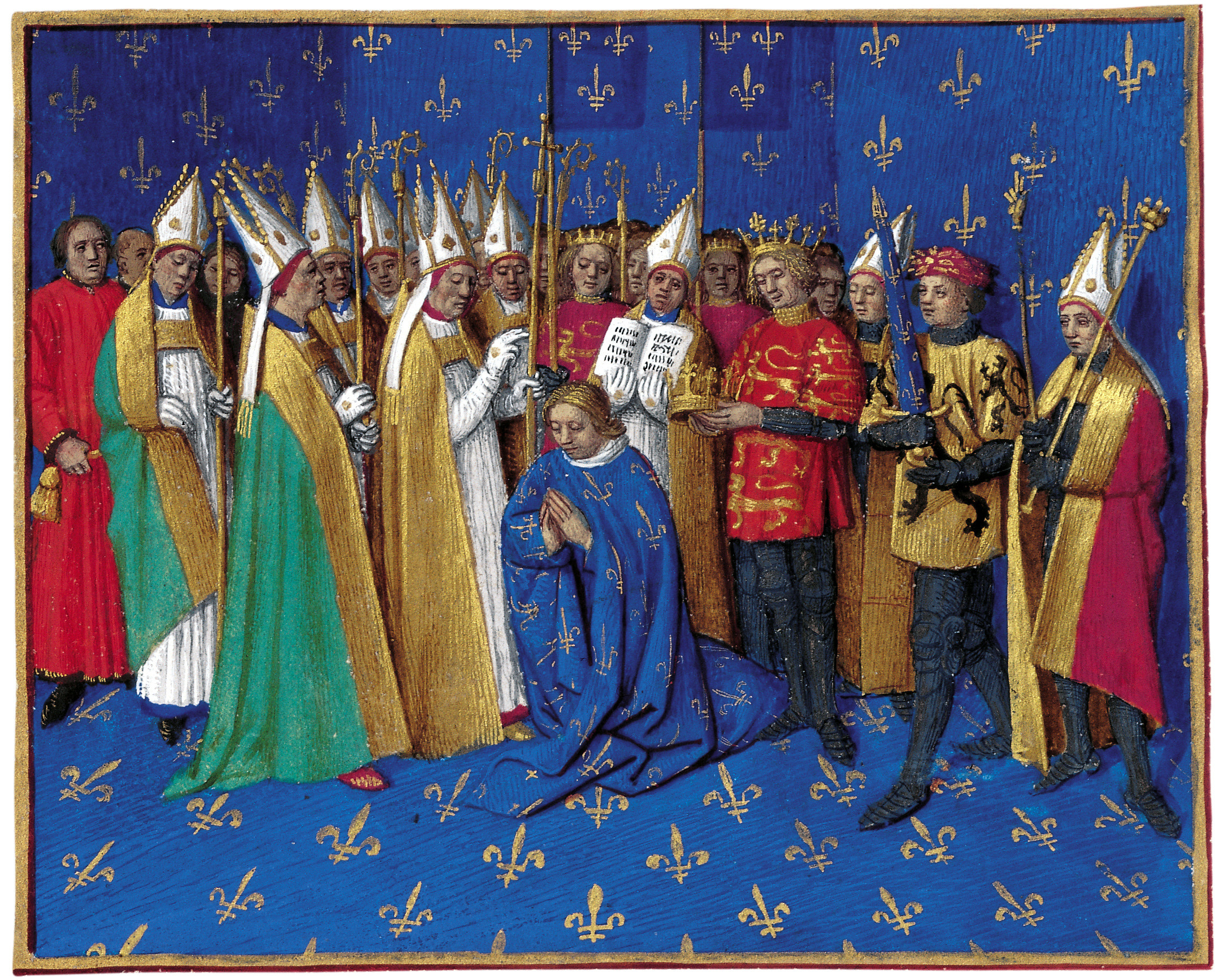
Iluminura da coroação do jovem Filipe Augusto, a dádiva de Deus.

A nova rainha aproveitou para ter um importante papel na vida política do reino e para engrandecer os seus irmãos Henrique I o Liberal, conde de Champagne e de Troyes, Teobaldo V, conde de Blois e de Chartres, e o arcebispo Guilherme da Mãos Brancas de Reims. Os dois primeiros casaram com as filhas de Luís VII com Leonor da Aquitânia e o terceiro obteve o bispado de Chartres. Era também irmã do cruzado Estevão I, conde de Sancerre, de Margarida, abadessa de Fontevraud, de Inês de Blois, condessa de Bar, e Maria de Blois, duquesa da Borgonha casada com o duque Odo II.
Adélia e os seus irmãos viram a sua posição ameaçada quando a herdeira de Artois, Isabel de Hainaut, se casou com o seu filho Filipe. Aliou-se então com Hugo III, Duque da Borgonha e com Filipe da Alsácia, conde da Flandres, tentando até trazer Frederico Barbarossa para a sua coligação. O conflito rebentou em 1181, e as relações tornaram-se tão tensas que o jovem rei chegou a tentar separar-se de Isabel em 1184.
Afastada do poder por Filipe Augusto em 1180, foi no entanto regente da França a partir de 1190, durante a Terceira Cruzada. Quando Filipe voltou em 1192, Adélia voltou a sair da esfera de influência, passando a participar na fundação de abadias como a de Jard, no atual departamento francês de Seine-et-Marne.
Adélia morreu em Paris a 4 de Junho de 1206 e foi sepultada na igreja da abadia de Pontigny, perto de Auxerre.